# Список умерших в 1296 году

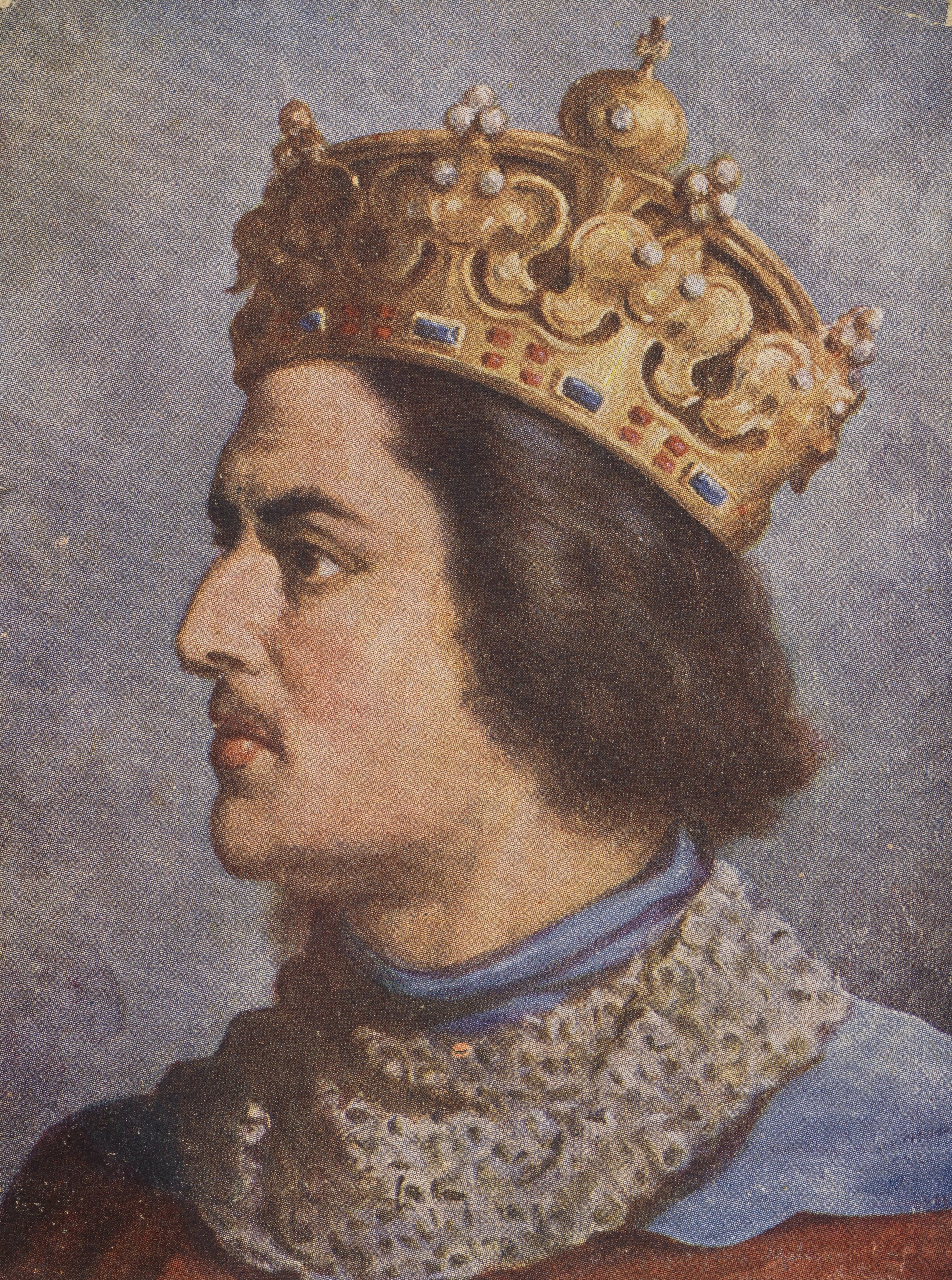
Пшемысл II

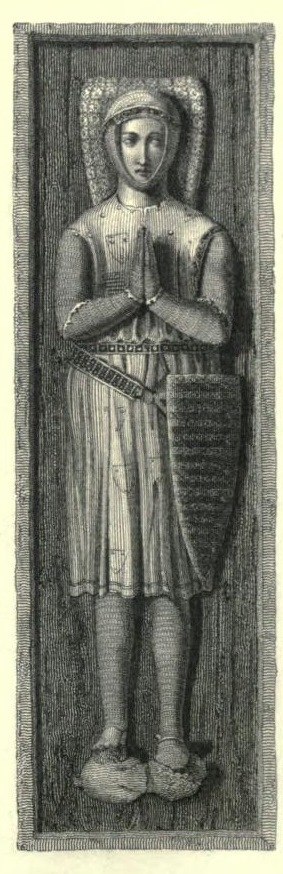
Уильям де Валенс, 1-й граф Пембрук

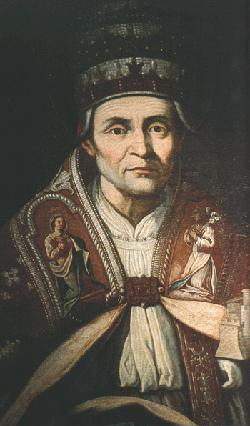
Целестин V

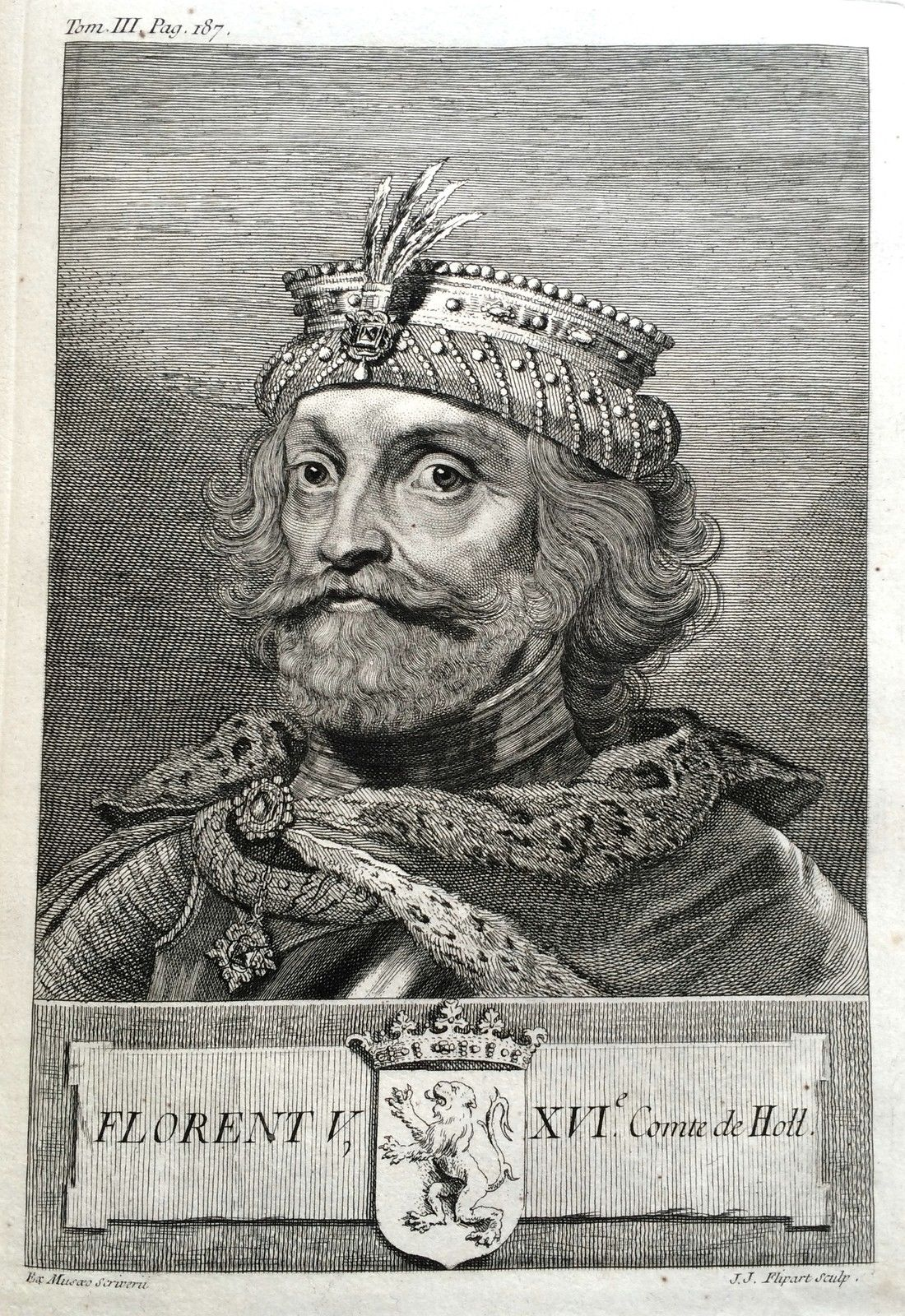
Флорис V

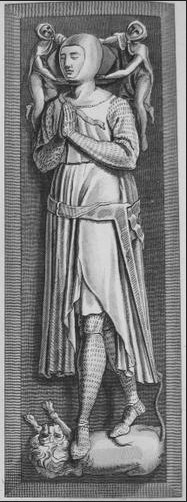
Эдмунд Горбатый, 1-й граф Ланкастер

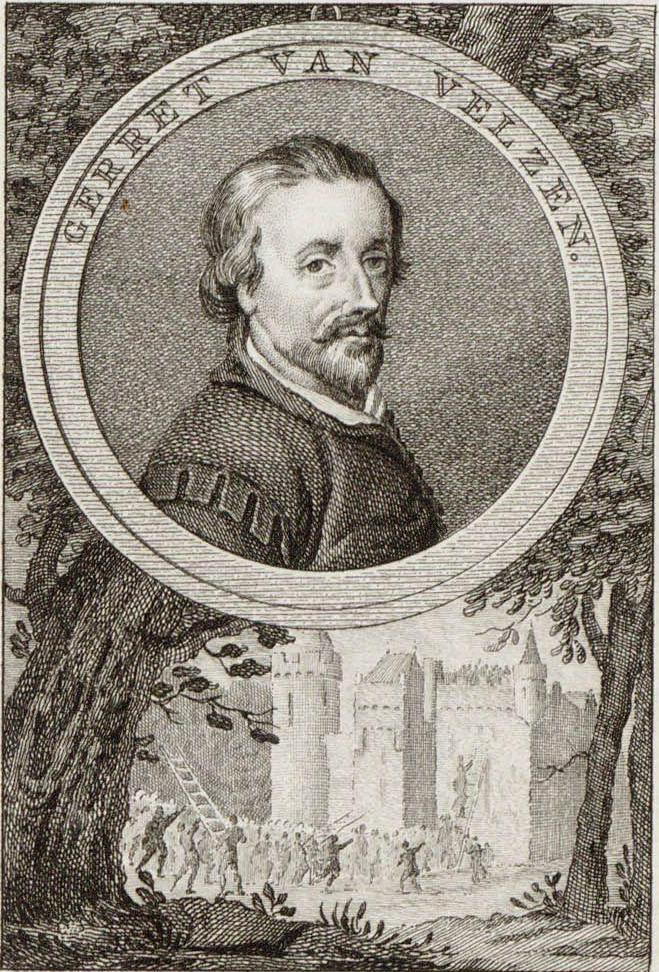
Жерар ван Вельсен

В этой статье представлен список известных людей, умерших в 1296 году.
См. также: Категория:Умершие в 1296 году

## Январь
- 7 января — Филипп де Бомануар — французский юрист, королевский чиновник, составитель «Кутюмы Бовези».

## Февраль
- 8 февраля — Пшемысл II (38) — князь Великой Польши в Познани (с 1273), князь Великой Польши в Калише (с 1279), князь Малой Польши в Кракове (1290—1291), князь Восточного Поморья (с 1294) и король Польши (с 1295). Убит заговорщиками.
- 22 февраля — Генрих V Брюхатый — князь яворский (1273—1278), князь легницкий (1278—1296), князь вроцлавский (1290—1296)

## Март
- 1 марта — Тобиаш из Бехине[нем.] — епископ Праги (1278—1296)
- 11 марта — Джон ле Ромейн[англ.] — архиепископ Йоркский (1286—1296)
- 17 марта — Одон де Пен — великий магистр ордена госпитальеров (1294—1296)

## Май
- 1 мая — Фридрих I[нем.] — граф Фюрстенберга (1284—1296)
- 16 мая — Уильям де Валенс — граф Пембрук (1296).
- 17 мая — Агнесса Чешская[нем.] — жена бывшего герцога Австрии Рудольфа II (1289—1290), мать Иоганна Швабского
- 19 мая — Целестин V — папа римский (1294), святой римско-католической церкви.

## Июнь
- 5 июня — Эдмунд Горбатый (51) — граф Лестер (1265—1296), первый граф Ланкастер (1267—1297), лорд-хранитель пяти портов (1264), верховный лорд-стюарт Англии (1265—1294). Второй сын Генриха III Плантагенета, младший брат Эдуарда I Плантагенета.
- 27 июня — Флорис V — граф Голландии и Зеландии (1256—1296), убит заговорщиками.
- Кокечин, знатная монголка, невеста ильхана Аргуна.

## Июль
- 4 июля — Конрад фон Фейхтванген — великий магистр Тевтонского ордена (1291—1296), ландмейстер Тевтонского Ордена в Пруссии (1279—1280), в Ливонии (1279—1281), в Германии (1284—1290)
- 19 июля:
  - Арнольд фон Сольмс[нем.] — епископ Бамберга (1286—1296);
  - Джалал-ад-дин Фируз Хильджи — первый делийский султан из династии Халджи (1290—1296).
- Генрих II фон Роттенекк[нем.] — князь-епископ Регенсбурга (1277—1296)
- Форезе Донати[итал.] — друг детства Данте Алигьери, персонаж «Божественной комедии»

## Август
- 9 августа — Гуго де Бриенн — Граф де Бриенн (1260/1261—1296), убит в битве при Гальяно против альмогаваров
- 25 августа — Педро Арагонский[исп.] — арагонский инфант, сын Педро III Великого

## Сентябрь
- 6 сентября — Петер Рейх фон Рейхенштейн[нем.] — епископ Базеля (1286—1296).
- 13 сентября — Джованни Кампано — итальянский математик, астроном, астролог.
- 28 сентября — Адольф V — Граф Берга (1259—1296)

## Октябрь
- 9 октября — Людвиг III — герцог Нижней Баварии (1290—1296)
- 12 октября — Бернхард фон Каменц[нем.] — епископ Мейсена (1293—1296)
- 28 октября — Генрих фон Динклаге — ландмейстер Тевтонского ордена в Ливонии (1295—1296)

## Ноябрь
- 1 ноября — Гильом V Дюран[фр.] — французский юрист и церковный писатель, епископ Манда (1285—1296).
- 5 ноября — Никколо делла Скала, правитель Корлиано из рода Скалигеров.
- 28 ноября — Аль-Ашраф Умар II, султан южно-аравийского государства Расулидов (1295—1296).
- 29 ноября — Бушар д’Aвен[нем.] — епископ Меца (1282—1296)

## Декабрь
- 3 декабря — Томазо I — маркграф Салуццо (1244—1296).
- 12 декабря — Изабелла Марская — графиня-консорт Каррик (1295—1296), жена будущего короля Шотландии Роберта I
- 14 декабря — Бенедетто II Каетани[англ.] — итальянский кардинал (1295—1296)

## Дата неизвестна или требует уточнения
- Адам де Дарлингтон[англ.] — епископ Росса (1292—1295), епископ Кейтнесса (1296)
- Андреа деи Моцци[итал.] — епископ Флоренции (1286—1295), епископ Виченцы (1295—1296)
- Гедко II[англ.] — епископ Плоцка (1294—1296)
- Днянешвар — вайшнавский, маратхский поэт, святой и философ
- Жак де Рювиньи[нем.] — епископ Вердена (1289—1296)
- Жан Акрский — кравчий Франции, участник Восьмого крестового похода.
- Жерар ван Вельсен[нидерл.] — нидерландский дворянин, убийца Флориса V, казнён
- Ибрахим ад-Дисуки — суфийский имам, последний из четырёх суфийских кутбов, основатель тариката Дисукия.
- Коное Лемото[англ.] — кампаку (1289—1291, 1293—1296)
- Конрад фон Тирберг Младший — ландмейстер Тевтонского ордена в Пруссии (1283—1288), маршал Тевтонского ордена (1273—1285, 1288)
- Маргарита Лузиньян — королева-консорт Армении (1293—1296), первая жена Тороса III
- Нино Висконти[англ.] — последний юдекс Галлуры (1276—1296).
- Нуньо Гонсалес де Лара, кастильский дворянин, сеньор-консорт де Алегрете, Види и Синтра, альферес (знаменосец) короля Фердинанда IV Кастильского (1295—1296).
- Роберт Пинкни, англо-шотландский аристократ, феодальный барон Пинкни; претендент на корону Шотландии.
- Рапото IV — граф Ортенбурга (1275—1296)
- Роберт де Вер, 5-й граф Оксфорд — граф Оксфорд (1263—1265, 1267—1296), лорд великий камергер (1263—1265)
- Уго де Матаплана[исп.] — епископ Сарагосы (1289—1296)
- Яхья бин Мухаммед ас-Сираджи[англ.] — имам Йемена (1261—1262)